# Glen Housman
Glen Clifford Housman (* 3. September 1971 in Rockhampton, Queensland) ist ein ehemaliger australischer Schwimmer, der bei den Olympischen Sommerspielen 1992 in Barcelona die Silbermedaille über 1500 Meter Freistil gewann.

## Karriere

### Beginn
Housman erreichte die internationale Stufe des Schwimmsports, nachdem er bei den australischen Schwimmmeisterschaften 1989 über 400, 800 und 1500 Meter Freistil gewann, weswegen er für die 3. Pan Pacific Swimming Championships in Tokio nominiert wurde. Dort gewann er die Goldmedaille über 1500 Meter Freistil. Er begann sich zu verbessern und brach schließlich 1990 bei den australischen Schwimmmeisterschaften in Adelaide den Weltrekord über 1500 Meter Freistil, wodurch er sich für die Commonwealth Games 1990 qualifizierte. Dieser Weltrekord wurde allerdings nicht gewertet, da die elektronische Zeitmessung versagte, obwohl er deutlich vor der Weltrekordzeit lag. Aufgrund dieses Fehlers wurden die Commonwealth Games 1998 an Kuala Lumpur vergeben. Bei den Commonwealth Games 1990 in Auckland gewann Housman die Goldmedaille über 1500 Meter Freistil und die Silbermedaille über 400 Meter Freistil.

### Olympische Sommerspiele 1992
Im Jahre 1991 musste Housman wegen einer Krankheit pausieren und somit zuschauen, wie Kieren Perkins den neuen Weltrekord über 1500 Meter Freistil aufstellte. Zu den Olympischen Sommerspielen 1992 war er allerdings wieder gesund. Über 1500 Meter Freistil schwamm er ein sehr starkes Rennen, wurde aber wiederum von Perkins geschlagen und gewann somit die Silbermedaille. 1993 erkrankte Housman dann wieder und gab 1994 bei den Commonwealth Games sein Comeback. Dort gewann er über die 1500 Meter die Bronzemedaille und mit der 4-mal-200-Meter-Freistilstaffel die Goldmedaille.

### Olympische Sommerspiele 1996
Housmans letzter internationaler Auftritt bei den Olympischen Sommerspielen 1996 war eine Enttäuschung. Er qualifizierte sich nicht für die 1500 Meter Freistil und bei der 4-mal-200-Meter-Freistilstaffel schwamm er nur im Vorlauf, während die Staffel am Ende den vierten Platz belegte.

## Auszeichnungen
- Australischer Schwimmer des Jahres: 1990

## Privatleben
- Housman ist mit der Schwimmerin Jodie Clatworthy verheiratet.